# Puerta de Santa Engracia
La puerta de Santa Engracia fue la denominación que obtuvieron tres puertas diferentes de la ciudad española de Zaragoza, todas ellas ya derribadas.

## Descripción
Existieron a lo largo de los años tres puertas con el nombre de Santa Engracia, que hacía referencia al monasterio de ese título, en cuyas inmediaciones se situaron todas ellas. La primera puerta, del siglo XVIII, resultó afectada por la guerra de la Independencia.
Las obras de construcción de la segunda puerta comenzaron en 1830, pero se suspendieron después en 1835 y quedó sin rematar. Esta segunda puerta, que acabaría derribándose en el año 1865, aparece descrita en la Guía de Zaragoza (1860) de Vicente Andrés con las siguientes palabras:

Puerta de Santa Engracia. Esta puerta, de grandes proporciones, aunque de pesada forma, se empezó á construir en el año 1830, habiéndose suspendido las obras en 1835. En 3 de junio de 1819 habia mandado ya el rey Fernando VII que se erigiese junto á las ruinas del convento, para recordar el heróico esfuerzo, el valor y el sufrimiento de los defensores de la ciudad en los memorables asedios durante la guerra de la Independencia. Tiene tres ingresos en el centro, destinados para el paso de las personas, y dos puertas laterales que sirven para el tránsito de coches y caballerías. Se halla por concluir, y en el dia se ocupa el escelentísimo Ayuntamiento de que tenga efecto su terminacion, habiendo llamado ya á concurso á los artistas, que han querido tomar parte, con objeto de ver y elegir el modelo para transformarla en arco de triunfo. Formáronse varios proyectos, y segun parece hasta se ha propuesto que la puerta de santa Engracia sea trasladada con el tiempo frente al puente de este nombre, dejando el paseo de la Glorieta y el monumento de Pignatelli dentro de la ciudad.
(Andrés, 1860, p. 515)

Demolida la segunda en 1865, se erigió una tercera que aguantaría hasta su derribo en 1902.